# Sonic Mania
Sonic Mania es un videojuego de plataformas en 2D desarrollado por Christian Whitehead, Headcannon y PagodaWest Games, supervisado por Sonic Team y publicado por Sega para Nintendo Switch, PlayStation 4, Xbox One, Windows (Steam) y para Android y ios (Con membresía de Netflix) posteriormente.
El desarrollo fue dirigido por el programador Christian Whitehead, quien ya había trabajado previamente en adaptaciones para Android y iOS de Sonic CD (también para Xbox 360, PS3 y Steam), Sonic the Hedgehog y Sonic the Hedgehog 2. El arte, diseño de niveles, audio y programación adicional fueron provistos por los estudios independientes PagodaWest Games y Headcannon, escogidos por su trabajo en la comunidad de fangames de Sonic. La crítica elogió su diseño de niveles, banda sonora, presentación y su fidelidad a los primeros juegos de Sonic the Hedgehog; gran parte de ella tomándolo como un regreso ejemplar para la saga ante la mala acogida de algunos de sus juegos lanzados después de los noventa.
Una versión expandida del juego, titulada Sonic Mania Plus, fue lanzada en formato físico (Para la versión de Steam fue lanzado como un DLC) el 17 de julio de 2018 para las consolas PlayStation 4, Xbox One y Nintendo Switch. Esta nueva edición cuenta con contenido adicional, como dos nuevos personajes jugables, "Mighty the Armadillo" y "Ray the Flying Squirrel" (que no hicieron ninguna aparición desde Knuckles' Chaotix y SegaSonic the Hedgehog), un nuevo modo competitivo para cuatro jugadores, y el llamado "Encore Mode", que ofrece nuevas formas de explorar cada uno de los actos del juego. Además, la edición en formato físico incluyó otros extras, como una portada holográfica, un libro de arte de 32 páginas y una carátula reversible, que imitará el estilo de los juegos de Sega Mega Drive/Genesis.

## Argumento
El juego toma lugar tras los eventos de Sonic 3 & Knuckles. Sonic y Tails reciben un aviso de una extraña energía proveniente de Angel Island, por lo que se montan en el Tornado para ir en busca de la fuente de dicha señal. Sin embargo, el Dr. Eggman envía a un grupo de robots de élite, los Hard-Boiled Heavies, para alcanzar la señal antes que Sonic y Tails. Los robots excavan la fuente de energía, la cual es una misteriosa gema llamada «Rubí Fantasma/Phantom Ruby», lo que les da a los robots poderes especiales.
Más tarde, Sonic y sus aliados descubren que Eggman ha usado el poder del Rubí Fantasma para retomar el control de Little Planet, donde transcurría Sonic CD. Al llegar a la fortaleza robótica de Eggman, le derrotan junto a sus robots y logran escapar antes de que esta fortaleza explote. Si las 7 Esmeraldas del Caos son obtenidas mientras se juega como Sonic, el Heavy King traiciona a Eggman y toma el rubí, adquiriendo su poder. Luego, Eggman ataca al Heavy King para recuperarla. Sonic usa las Esmeraldas del Caos para convertirse en Super Sonic y poder derrotar a Eggman y al Heavy King. Después de la batalla, el Rubí Fantasma crea un portal que teletransporta a Sonic y al rubí a Sonic Forces, al tiempo de que Little Planet vuelve a su hogar original.

## Modo de juego
Sonic Mania sigue el estilo de plataformas de los primeros juegos de Sonic lanzados para Mega Drive/Genesis. Los jugadores pueden seleccionar uno de los 3 personajes jugables, cada uno con sus habilidades únicas. Como en Sonic the Hedgehog 2, el jugador puede utilizar a Sonic y Tails simultáneamente o un segundo jugador puede controlar a Tails. El videojuego contiene características desbloqueables que permiten modificar la jugabilidad en el modo "sin guardar", incluyendo la opción de usar las habilidades de Sonic CD (Super Peel-Out) y Sonic 3 (Insta-Shield) en lugar del Drop Dash, y el modo «& Knuckles», que permite controlar simultáneamente a cualquier personaje junto a Knuckles.
Los anillos gigantes escondidos en cada acto, una característica de Sonic 3 & Knuckles (en Sonic the Hedgehog y Sonic CD aparecían al final del acto con 50 anillos o más), llevan al personaje a una fase especial en pseudo 3D, similar a las de Sonic CD. En estas fases, los jugadores deben esquivar obstáculos y coleccionar esferas azules para incrementar su velocidad, lo que permite perseguir a un ovni que lleva una esmeralda del caos. Si ya se obtuvieron todas las Esmeraldas del Caos en la partida, los anillos gigantes te darán 50 rings. Coleccionar las siete esmeraldas del caos permite a los jugadores usar la super transformación del personaje y desbloquear el final verdadero del videojuego (si es que juegas como Sonic). El contador de rings del jugador decrece durante la fase especial y debe ser continuamente llenado. Si el jugador se queda sin rings antes de que pueda capturar al ovni, la fase especial termina. Las fases especiales de Sonic the Hedgehog 3 regresan, esta vez como fases de bonificación. Para acceder a estas fases, el personaje debe entrar al portal que aparece cuando pasa por un punto de control mientras lleve 25 o más rings. Completar estas fases de bonificación premia al jugador con una medalla de plata si no se recogió todos los rings o de oro si se recogió todo. Coleccionar medallas desbloquea características como un modo «debug» y un test de sonido. En el modo contrarreloj, los jugadores deben completar los niveles tan rápido como sea posible, con los mejores tiempos incluidos en una tabla de clasificación en línea; los jugadores pueden reiniciar un nivel instantáneamente e intentarlo de nuevo en cualquier momento. Un modo multijugador de pantalla dividida permite a 2 jugadores realizar una carrera hasta el final del nivel, similar al mismo modo de Sonic the Hedgehog 2. Los jugadores también pueden desbloquear el modo «Mean Bean», un minijuego de 2 jugadores basado en el videojuego Dr. Robotnik's Mean Bean Machine de 1993.

### Niveles
Sonic Mania toma lugar a través de 12 niveles, llamados zonas; el videojuego consta de 8 zonas «reimaginadas» provenientes de juegos anteriores, como Green Hill Zone de Sonic the Hedgehog, junto a 4 zonas originales. Cada zona está dividida en 2 actos, en los cuales el jugador debe guiar al personaje por varios enemigos y obstáculos para alcanzar el final de la zona. Al final de cada acto, el jugador entrará en una batalla contra el jefe de la zona, que puede ser Dr. Eggman o uno de los Hard-Boiled Heavies, robots de élite basados en los Eggrobo de Sonic & Knuckles. Similar a este juego y Sonic the Hedgehog 3, la historia es relatada a través de pequeñas cinemáticas al final de cada acto. Repartidas en los actos están los «rings», objetos en forma de anillos dorados, que sirven como una forma de salud del personaje; los jugadores pueden sobrevivir al daño mientras tengan al menos un ring, pero sus rings se dispersarán y desaparecerán al cabo de algunos segundos. También existen las cajas de objetos que están repartidas por los actos; pueden contener rings, escudos elementales o poderes especiales como invencibilidad y super velocidad y una vida extra.

#### Zonas Clásicas (Reimaginadas)
- Angel Island Zone

Procedente de Sonic the Hedgehog 3.
Solamente visible en la escena principal y jugable en la expansión Plus, es un paisaje tropical-paradisíaco de color verde en la que seremos teletransportados posteriormente por los Hard-Boiled Heavies.
En esta zona no hay jefes, pero hay un momento en el que tienes que rescatar a los personajes Ray y Mighty, y otro en el que el Heavy Magician te teletransportará a la siguiente zona.
- Se filtró mediante un bug de una actualización de PS4.[8]

- Green Hill Zone

Procedente de Sonic the Hedgehog.
Un paraíso con campos verdes y lagos azules ubicado en South Island. Su apariencia es parecida tal como en su juego original, pero mientras el jugador avanza, aparecerán elementos nuevos, como los pasadizos en espiral de Emerald Hill de Sonic the Hedgehog 2 o cavernas debajo del suelo con agua. Junto a Studiopolis Zone, el 22 de junio de 2016 fue la primera zona presentada públicamente, como anuncio original del propio juego.
Jefes:
Acto 1: Versión reciclada del jefe original con dos mini-Death Eggs, llamado DD Wrecker.
Acto 2: El Dr. Eggman atacando en una versión actualizada de su Death Egg Robot de Sonic 2..
- Chemical Plant Zone

Procedente de Sonic 2.
Ubicada en West Side Island, esta zona se ambienta en un paisaje urbano, industrial y químico. Tiene chorros que disparan bolas azules indestructibles al igual que en su juego de origen, pero esta vez añade piscinas gelatinosas que hacen rebotar al personaje, tuberías con caminos elegibles (ambos sacados de Sonic CD) y otros objetos con nuevas mecánicas. Fue revelada el 8 de julio de 2017.
Jefes:
Acto 1: Versión reciclada de un jefe de la zona Ice Cap de Sonic 3, llamado Amoeba Droid.
Acto 2: Una partida en la Mean Bean Machine de Eggman basada en Puyo Puyo.
- Flying Battery Zone (Después de Studiopolis)

Procedente de Sonic & Knuckles.
Es una gigantesca fortaleza dirigible creada por Eggman para fabricar las cápsulas contenedoras de animales. En su versión renovada, los actos se expanden, presentando las áreas exteriores de la fortaleza. Fue revelada el 16 de marzo de 2017 en el evento South by Southwest junto a la presentación de Knuckles. Tras terminar la zona, el jugador se va a Press Garden Zone a través de un ala delta como los del Sonic 2 de Master System/Game Gear.
Jefes:
Acto 1: El Big Squeeze, un electroimán que recoge basura intentando crear un badnik para atacar a nuestro personaje. Cada vez que se destruye uno, se va reduciendo el espacio disponible, esto hasta aplastar al jugador si no vence al jefe a tiempo.
Acto 2: El Spider Mobile, un robot araña de Eggman, el cual rebota cada vez que se le pega muy arriba. Para vencerlo hay que hacer que rebote contra los pinchos que aparecen de vez en cuando en las paredes.
- Stardust Speedway Zone (Después de Press Garden)

Procedente de Sonic CD.
Ubicado en Little Planet, el acto 1 se ambienta en su versión del pasado, que presenta enredaderas y flores rojas en una ciudad en ruinas. El acto 2 se ambienta en el presente, con una gran red de corredores, ambientada en una ciudad moderna de noche llena de instrumentos musicales dorados y un fondo azul brillante con luces de neón. Fue revelada en el tráiler de pre-compra digital el 30 de mayo de 2017. Tras terminar la zona, Eggman lleva al personaje con el Rubí Fantasma hacia Hidrocity.
Jefes:
Acto 1: Un jefe basado en un badnik de la zona, el Hotaru High-Watt.
Acto 2: Carrera contra Metal Sonic (como en Sonic CD) .Esta batalla se librará a muerte, evitando sus ataques rápidos. A partir de la actualización 1.04 de la versión de PlayStation 4, en la última parte de la batalla Eggman modifica al personaje con el rubí, convirtiéndose en Metal Sonic Kai, el jefe final de Knuckles' Chaotix.
- Hydrocity Zone

Procedente de Sonic the Hedgehog 3.
Una ciudad perdida bajo las profundidades de Angel Island, siendo la única zona acuática del juego. Tiene grandes corredores de agua a presión, lanzaderas, áreas inundadas por agua, toboganes y ventiladores.
Jefes:
Acto 1: Una versión inversa de un jefe del juego de origen que consiste en atrapar al Dr. Eggman 6 veces con el Diver Eggman.
Acto 2: Eggman montado en un Laundro Mobile. Consta de dos partes: la primera en esquivar pinchos, activar unas bombas para que dañen a Eggman y conseguir burbujas para respirar y no ahogarse, y la segunda en derrotarlo en el robot esférico de una forma parecida al del acto 1 del juego original.
- Oil Ocean Zone (Después de Mirage Saloon)

Procedente de Sonic the Hedgehog 2
Una vasta zona petrolífera a las cercanías del desierto y ubicada en West Side Island. El fondo tiene unos edificios donde se fabrica el aceite y petróleo, un cielo anaranjado al atardecer y un sol ardiente. Tiene ascensores, resortes, anillos con pinchos, propulsores cilíndricos y grandes estructuras descendentes para el embalse de fluidos petrolíferos que resultan inflamables.
Jefes:
Acto 1: Meter Droid. Este robot te lanzará su llave inglesa y hará que las tapas verdes te eleven a unas mortales espinas o a un lugar seguro.
Acto 2: Mega Octus. En esta batalla el Dr. Eggman jalara las plataformas desde abajo para intentar quitarte una vida, después saldrá a la superficie para poderle pegar, después te lanzará una lanza y láseres de las profundidades (estos parecidos al jefe del juego original y del acto 1 de Lava Reef de Sonic & Knuckles).
- Lava Reef Zone

Procedente de Sonic & Knuckles.
Considerado el volcán activo de Angel Island, es más largo que en el juego original. Está compuesta por cavernas subterráneas, redes de minas y áreas intraterrenas rodeando grandes zonas magmáticas. A partir del acto 2, el entorno cambia a un lugar más brillante lleno de cristales y redes de minas.
Jefes:
Acto 1: El Driller Droid, un robot que convierte las rocas en donde nos encontremos en puentes y que destruye los puentes donde estemos parados con unas bolas con picos.
Acto 2: Aquí hay dos jefes y se peleará conta uno de ellos dependiendo del personaje con el que juguemos. Con Sonic, Tails, Mighty o Ray se peleará contra el Heavy Rider, miembro de los Hard-Boiled Heavies montando su fiel compañero, Jimmy, un badnik Motobug. Con Knuckles será el Heavy King, líder de los Hard Boiled Heavies. Tomará el poder de la Master Emerald para tirar ataques poderosos por medio de su cetro, basado en la batalla de Mecha Sonic en Sky Sanctuary de Sonic & Knuckles.
- Metallic Madness Zone

Procedente de Sonic CD.
Es una de las bases del Dr. Eggman, ubicada en Little Planet. Está plagada de trampas mortales, como sierras, jaulas con barras giratorias y cuchillas rotatorias sobre ruedas. También hay ruedas en movimiento que propulsan al personaje a los lugares más altos. En algunas partes, se podrá interactuar con el fondo de la zona y reducir el tamaño del personaje en el segundo acto, igual que en su juego de origen.
Jefes:
Acto 1: Versión reciclada del jefe final del Sonic the Hedgehog original, llamado Egg Pistons Mk. II.
Acto 2: Una máquina expendedora que lanza jefes de Sonic the Hedgehog y Sonic the Hedgehog 2 y una mini-Amy Rose clásica, la Gachapandora.

#### Zonas Nuevas
- Studiopolis Zone

De las primeras zonas mostradas de todas junto con Green Hill y basada en el estudio de doblaje Studiopolis (donde se doblan los juegos de Sonic). Transcurre en unos estudios cinematográficos, en un en torno al atardecer, donde se pueden encontrar circuitos de televisión luminosos y letreros brillantes de neón, rebotadores circulares, claquetas de grabación (que hacen referencia a la animación de los años 20 y 30), proyecciones holográficas y hasta máquinas de palomitas que propulsan a los protagonistas hacia espacios más altos.
Jefes:
Acto 1: El Heavy Gunner, miembro de los Hard-Boiled Heavies. Viene montado en un helicóptero con Eggrobos lanzando cohetes con los que le derrotaremos.
Acto 2: Eggman montado en una variante del Eggmobile, Weather Mobile. Un badnik gallina predecirá el tiempo por la Egg TV, ya sea calor, viento o tormenta.
- Press Garden Zone

Una amplia zona que combina un área industrial con otra completamente natural y salvaje. El acto 1 de esta zona se emplaza en una gran imprenta, donde el Dr. Eggman fabrica su propaganda. El acto 2 se desarrolla al aire libre de las instalaciones, en un gran jardín japonés en invierno, junto con varios árboles sakura/cerezos.
Jefes:
Acto 1: El Shiversaw, un robot motosierra que destruye cajas con facilidad, aunque otras le hacen daño, dejándolo vulnerable por un momento.
Acto 2: El Heavy Shinobi, miembro de los Hard-Boiled Heavies. Lanzará el badnik Asteron (de Metropolis, zona de Sonic 2) como shuriken o nos congelará con su espada al acercarnos a él.
- Mirage Saloon Zone

Basada en las zonas beta de Sonic the Hedgehog 2 y Sonic CD (Dust Hill Zone y Desert Dazzle Zone), se ambienta en el lejano oeste desértico. El acto 1 transcurre mientras volamos en el Tornado (con Sonic y Tails, Knuckles cae del Tornado por un golpe y tiene su propio acto). El acto 2 es en tierra firme; dicho acto posee numerosos obstáculos de arena que se derrumban al paso del jugador. También existen otras áreas cubiertas, que incluyen barras de taberna con taburetes giratorios, rebotadores pinball, grandes teclas de piano y pistolas gigantes con efecto de propulsión sobre los personajes. Esta zona fue presentada el 27 de octubre de 2016 a través de una demo jugable junto a Green Hill Zone en el Electronic Entertainment Expo de 2017.
Jefes:
Acto 1: Un Uber Caterkiller, basado en el Sandworm, badnik de Sandopolis, zona de Sonic & Knuckles. Si jugamos con Sonic o Tails, la batalla será desde el Tornado, pero si jugamos con Knuckles, será en tierra firme.
Acto 2: El Heavy Magician, miembro de los Hard Boiled Heavies. Puede transformarse en Fang the Sniper, Bean the Dynamite y Bark the Polarbear, personajes de Sonic the Fighters.
- Titanic Monarch Zone

La última zona del juego. Base de operaciones del Dr. Eggman y los Hard-Boiled Heavies. En cada acto hay un sinfín de obstáculos, como esferas de plasma que recuerdan a uno de los Bonus Stages de Sonic 3 & Knuckles y varios trampolines. En el segundo acto habrá que recorrer 4 áreas distintas en el orden que el jugador quiera. Además, en cada área, si se falla alguna parte del recorrido y se cae en una neblina morada, el personaje será transportado al inicio de la parte en la que esté, obligando al jugador a pasar todo de nuevo. Si el jugador ha conseguido reunir las 7 Esmeraldas del Caos y juega como Sonic, pasará a Egg Reverie Zone luego de derrotar al Phantom Egg. Si no, el juego concluye una vez derrotado el jefe, obteniendo un final alternativo.
Jefes:
Acto 1: El Crimson Eye, basado en el Red Eye de Death Egg Zone de Sonic & Knuckles.
Acto 2: Eggman montado en una máquina controlada por el Rubí Fantasma, el Phantom Egg, basado en un concepto de jefe pensado para Sonic CD. Nos teletransportará a sitios donde los Hard-Boiled Heavies han mejorado con el "apellido" Phantom.
- Egg Reverie Zone

Zona secreta donde aparece el auténtico jefe final, compuesto por el Heavy King convertido en el Phantom King/Rey Fantasma y Eggman montado en el nuevo Klepto Mobile. Solo tiene un acto, donde se lucha como Super Sonic contra el Dr. Eggman y Heavy King, los cuales se pelean por el Rubí Fantasma. Tras vencer a ambos, Sonic será teletransportado por el Rubí Fantasma hasta Sonic Forces. Si quieres hacerlo con Tails, debes hacerlo desde el selector de niveles del modo debug. Se puede jugar esta zona con Knuckles si activas "& Knuckles" en las opciones del archivo tras conseguir cierta cantidad de medallones, además, se podrá desbloquear un final secreto adicional.

### Habilidades
- Salto Giratorio / Jump Spin Attack: Pulsa el botón correspondiente para derrotar enemigos y abrir cajas de objetos.
- Ataque Torbellino / Spin Attack: Al correr, pulsa el botón de dirección hacia abajo para enrollar a tu personaje en bola.
- Torbellino / Spin Dash: Al agacharte, pulsa el botón de salto para impulsar y salir rodando a toda velocidad en forma de bola.
- Vuelo (Tails), Sobrevolar (Knuckles): Pulsa dos veces el botón de salto para volar o sobrevolar por los actos.
- Escalar (Knuckles): Mientras planeas, ponte en una pared para escalar.
- Caída Torbellino / Drop Dash (Sonic): Es un nuevo ataque exclusivo del juego. el cual consiste en un torbellino (Spin Dash) instantáneo desde el suelo con solo mantener el botón de salto al caer sobre una superficie.
- Vuelo Amigo (Sonic y Tails): Pulsa el botón de salto giratorio mientras mantienes pulsado el botón arriba durante el salto y Tails podrá volar. Luego Sonic puede agarrarse a Tails para llegar a lugares más altos.

### Objetos
- Rings / Anillos: El objeto más común de la saga. Se encuentran en las cajas de objetos o esparcidos en las zonas.
- Ring Gigante: Dirige a las fases especiales y da 50 rings si ya se obtuvieron todas las Esmeraldas del Caos o si se coloca uno con el modo debug. Se ubican en distintos sitios de los niveles, ocultos (como en Sonic 3 & Knuckles).
- Cajas de objetos: Hay de varios tipos:
  - Cara del personaje: Otorga una vida extra.
  - Superzapatillas: Permite durante unos instantes, ganar la máxima velocidad posible al correr.
  - Escudo azul: Protege al jugador de un impacto.
  - Escudo burbuja: Le permite al personaje respirar bajo el agua. Presiona otra vez el botón de salto para rebotar.
  - Escudo de llamas: Hace inmune al jugador a los ataques de fuego, pero se apaga al contacto con el agua. Permite caminar sobre lava e impulsa en línea recta al saltar y presionar otra vez el botón salto a Sonic.
  - Escudo eléctrico: Atrae rings cercanos, pero se deshace en el agua. Te impulsa hacia campos eléctricos y permite a Sonic realizar un doble salto.
  - Invencibilidad: Permite al jugador por unos segundos, ser invencible a cualquier enemigo y obstáculo. (Exceptuando caídas al vacío, ser aplastado o que se te acabe el tiempo)
  - Retrato de Eggman: Es una trampa que dañará al personaje. Esta caja fue sacada de Sonic 3 & Knuckles.
  - Super Ring: Bonifica al jugador con 10 rings adicionales.
  - Hiper Ring: Los rings azules permiten agrupar los rings de 10 en 10, generando rings medianos que equivalen a 10 rings normales, de forma que si se pierden, se pueden recuperar más fácilmente. Dura exclusivamente hasta que el jugador reciba un impacto.
- Puesto de estrella / Checkpoint: Guardan el progreso del jugador, pudiendo empezar el nivel desde el último puesto cruzado y dirigen a las fases de bonificación si se tienen 25 o más rings y se salta sobre el círculo de estrellas que aparece.
- Panel de meta: Aparece en el acto 1 de cada zona. Pueden obtenerse puntos u objetos extra haciéndolo rebotar (como en Sonic 3 & Knuckles).
- Cápsulas: Aparece en cada segundo acto. Libera a los animales, víctimas del Dr. Eggman.
- Trampolines: Hay de dos colores: rojo y amarillo. Dependiendo del contraste del color, lanzará más alto o más lejos al personaje.

## Producción
El videojuego fue anunciado junto a Sonic Forces (bajo el nombre en clave Project Sonic 2017) durante el 25.º aniversario celebrado por Sega durante la Comic-Con de San Diego en julio de 2016. Sin embargo, su desarrollo había comenzado en 2015. Christian Whitehead presentó un prototipo llamado Sonic Discovery (título que también se encontró en el código) al productor de los juegos de Sonic, Takashi Iizuka. Al verlo, Takashi lo renombró como Sonic Mania, escribiendo en la pizarra 1, 2, 3 y CD más la frase «por la manía y para la manía», debido a que era un «proyecto de pasión», nacido del amor de los fanes por los juegos clásicos de Sonic. Anteriormente, Christian Whitehead había trabajado en las adaptaciones de Sonic CD para Windows, Xbox 360 y PS3 y Sonic the Hedgehog y Sonic the Hedgehog 2 para Android y iOS. El equipo de desarrollo también incluye a Simon ''Stealth'' Thomley, quien asistió a Whitehead en estos proyectos, como también en varios fangames de Sonic y ROM hacks; y el equipo de PagodaWest Games incluye al diseñador de niveles Jared Kasl, al artista Tom Fry, y al compositor Tee Lopes, quienes estaban trabajando anteriormente en el remake en HD no oficial de Sonic 2.
El videojuego presenta una jugabilidad característica de los pasados juegos de Sonic, con una mezcla de los gráficos de la Mega Drive/Genesis, Sega 32X y Sega Saturn. Las animaciones de apertura y los finales del juego fueron producidas por Tyson Hesse, uno de los artistas de los cómics de Sonic de Archie Comics. El tema de apertura, «Friends», fue compuesto por el dúo de música electrónica Hyper Potions, quienes también colaboraron a solas en el tráiler de reserva digital (canción «Time Trials») y junto con Nitro Fun en el tráiler de debut (canción «Checkpoint»). Sonic Mania fue lanzado para Nintendo Switch, PS4 y Xbox One el 15 de agosto de 2017. Sin embargo, 4 días antes del lanzamiento, Sega retrasó la versión de Steam 2 semanas para una mayor optimización, lanzándolo finalmente el día 29 de agosto de 2017. Unos años después, el juego llegaría a móviles bajo la licencia de Netflix para el servicio de "Netflix games" el 7 de mayo de 2024. Sin embargo fue repudiado por las personas al tener un port de "minimo esfuerzo" y al tener varias fallas técnicas que no fueron corregidas.

## Recepción
Sonic Mania fue anunciado después de años de recepción mixta para la franquicia de Sonic. De acuerdo al sitio de reseñas Metacritic, Sonic Mania recibió reseñas "generalmente favorables". Se convirtió en el juego mejor valorado de la franquicia en 15 años, y varios críticos lo describen como uno de los mejores juegos del género de las plataformas en 2D. Electronic Gaming Monthly lo elogió como uno de los juegos de Sonic "más puros y más agradables", expresando emoción por el futuro de la franquicia. IGN escribió que el juego fue el regreso a lo "clásico" que los fanáticos más antiguos estaban esperando desde la década de los 90, pero también lo recomendó para la gente nueva en la serie de Sonic. Nintendo World Report lo llamó una "compra imprescindible" para los fanáticos de los juegos antiguos de Sonic, alabando su diseño de niveles, banda sonora y apartado gráfico. Hasta abril de 2018, Sonic Mania había vendido más de un millón de copias en todo el mundo, en todas las plataformas.
La presentación del juego atrajo una amplia aclamación. USGamer (filial de Eurogamer), describió el apartado visual como el «pináculo» de la franquicia, en la carrera de la era de los pixeles. GameSpot alabó las animaciones y el detalle como superiores a los juegos originales, los cuales le añaden a Sonic Mania una capa extra de personalidad. Los críticos también elogiaron la atención de Sonic Mania a los detalles de su material de origen. Game Informer escribió que su jugabilidad fue «casi indistinguible» de sus predecesores de Mega Drive/Genesis, pero con un «pulido adicional». Metro escribió que el juego estaba lleno de fanservice, y lo comparó con un proyecto de escuela «que se sale de control, algo que los niños entusiastas han creado mientras el profesor estaba ausente y que supera bastante lo que se supone que están haciendo».
El diseño de niveles y la música también recibieron elogios. Hardcore Gamer escribió que las nuevas versiones de la música de los niveles antiguos se sentían actuales mientras se mantenían fieles a los originales. The A.V. Club alabó el detalle y el contenido de cada nivel. Con respecto a la banda sonora, PlayStation Country escribió que el compositor Tee Lopes «dio en el clavo», comparándolo positivamente con las bandas sonoras de Sonic CD y la versión de Sega Saturn/Windows 95/Windows 98 de Sonic 3D Blast.
El juego también recibió críticas. Polygon mencionó frustraciones con los controles y la ubicación de los enemigos como ejemplos de la dedicación que tiene Sonic Mania a los juegos originales, como una falla. AppTrigger escribió que, aunque Sonic Mania trajo la franquicia de vuelta a sus raíces, también trajo problemas con los juegos de plataformas en 2D de los noventa. VideoGamer.com escribió que el juego dependió mucho de la nostalgia, con innovaciones mínimas y muy pocos niveles originales, pero fue una buena prueba de concepto que los desarrolladores podrían expandir en futuros juegos. La versión de PC en Steam recibió críticas por la implementación de Denuvo, un software de gestión de derechos digitales (DRM, por sus siglas en inglés), por lo que algunos pensaron que fue la verdadera razón detrás del retraso de 2 semanas en el estreno. El juego no pudo ser jugado sin conexión a internet el día de lanzamiento; Sega declaró que esto fue un bug no relacionado con Denuvo y lanzó un parche al día siguiente que arreglaba dicho problema.